# Malus (мініальбом)
Malus — восьмий мініальбом південнокорейського бой-бенду Oneus. Він був випущений RBW і розповсюджений Kakao Entertainment 5 вересня 2022 року. Мініальбом містить сім треків, включаючи головний сингл «Same Scent» і його англійську версію. Malus дебютував на вершині Circle Album Chart. Продажі фізичних копій альбому досягли понад 201 000 примірників, включно з версіями «Poca» та «Meta». Цей альбом відзначає їхній останній реліз з Рейвеном, оскільки 27 жовтня 2022 року він покинув Oneus.

## Передумови і випуск
16 серпня Oneus оголосили, що вони повернуться 5 вересня з Malus. Лідо, Сохо та Рейвн брали активну участь у написанні текстів та музики, а Хванун став одним з головних хореографів для сценічних виступів. На прес-концеренції, присвяченій презентації мініальбому, Рейвн сказав: «Це стане найкращим альбомом Oneus усіх часів, тому, будь ласка, з нетерпінням чекайте на музику, яку ми підготували». Він також додав, що в цьому альбому вони намагалися показати різну музичну палітру гурту і намагалися створити пісні у різних жанрах. 

## Критичний прийом
NME описав «Same Scent» як «новий тропікал-хауз», зі включенням традиційних корейських інструментів і культури як у їхніх піснях, так і у відео.
13 вересня гурт здобув свою першу перемогу в музичному шоу з піснею «Same Scent» на SBS M The Show. 14 вересня гурт здобув свою другу перемогу в музичному шоу з піснею «Same Scent» на MBC M Show Champion.

### Рейтинги на кінець року
| Критик / журнал | Список                          | Трек         | Ранг     | Прим. |
| --------------- | ------------------------------- | ------------ | -------- | ----- |
| Dazed           | The best K-pop tracks of 2022   | «Same Scent» | 29       | [ 7 ] |
| Teen Vogue      | The 79 Best K-Pop Songs of 2022 | «Same Scent» | У списку | [ 8 ] |

## Трек-лист
| Список пісень Malus | Список пісень Malus            | Список пісень Malus                                                                      | Список пісень Malus                                                           | Список пісень Malus                                    | Список пісень Malus |
| #                   | Назва                          | Автор слів                                                                               | Автор музики                                                                  | Аранжування                                            | Тривалість          |
| ------------------- | ------------------------------ | ---------------------------------------------------------------------------------------- | ----------------------------------------------------------------------------- | ------------------------------------------------------ | ------------------- |
| 1.                  | «Intro: Eden»                  | Lee Sang-ho (RBW) Seo Yong-bae (RBW) Lee Ho-sang (RBW) Marvel J Leedo Choi Ye-rim        | Lee Sang-ho (RBW) Seo Yong-bae (RBW) Lee Ho-sang (RBW)                        | Seo Yong-bae (RBW) Lee Ho-Sang (RBW)                   | 2:00                |
| 2.                  | «Same Scent»                   | Lee Sang-ho (RBW) Seo Yong-bae (RBW) Lee Ho-sang (RBW) Inner Child (MonoTree) Ravn Leedo | Lee Sang-ho (RBW) Seo Yong-bae (RBW) Lee Ho-sang (RBW) Inner Child (MonoTree) | Lee Sang-ho (RBW) Seo Yong-bae (RBW) Lee Ho-sang (RBW) | 3:19                |
| 3.                  | «Stupid Love»                  | Ravn Lee do Oneway                                                                       | Ravn Oneway                                                                   | Oneway                                                 | 3:10                |
| 4.                  | «Gravitation» (두 눈 빠지도록) | Lee Sang-ho (RBW) Seo Yong-bae (RBW) Lee Ho-sang (RBW) Ravn Leedo                        | Lee Sang-ho (RBW) Seo Yong-bae (RBW) Lee Ho-sang (RBW)                        | Lee Sang-ho (RBW) Seo Yong-bae (RBW) Lee Ho-sang (RBW) | 3:40                |
| 5.                  | «Mermaid»                      | Kim Do-hoon (RBW) Lee Sang-ho (RBW) Seo Yong-bae (RBW) Ravn Leedo                        | Kim Do-hoon (RBW) Lee Sang-ho (RBW) Seo Yong-bae (RBW) Ravn                   | Kim Do-hoon (RBW) Lee Sang-ho (RBW) Seo Yong-bae (RBW) | 3:45                |
| 6.                  | «Full Moon»                    | Park Hyun-kyu ( Vromance ) Seoho Ravn Leedo                                              | Jin Min-ho (RBW) Park Hyun-kyu (Vromance) Seoho Leedo                         | Jin Min-ho (RBW)                                       | 3:20                |
| 7.                  | «Same Scent» (English ver.)    | Cosmic Sound (RBW) Cosmic Girl                                                           | Cosmic Sound (RBW) Cosmic Girl                                                | Cosmic Sound (RBW) Cosmic Girl                         | 3:22                |
| 23:56               |                                |                                                                                          |                                                                               |                                                        |                     |

## Чарти
| Чарт (2022)                  | Пікові позиції |
| ---------------------------- | -------------- |
| South Korean Albums (Circle) | 1              |

| Чарт (2022)                  | Пікові позиції |
| ---------------------------- | -------------- |
| South Korean Albums (Circle) | 5              |

| Чарт (2022)                  | Позиція |
| ---------------------------- | ------- |
| South Korean Albums (Circle) | 71      |

## Історія випуску
| Регіон         | Дата           | Формат                           | Лейбл                   |
| -------------- | -------------- | -------------------------------- | ----------------------- |
| Південна Корея | 5 вересня 2022 | CD цифрове завантаження стриминг | RBW Kakao Entertainment |
| Інші           | 5 вересня 2022 | Цифрове завантаження стриминг    | RBW Kakao Entertainment |